# Advanced Aeromarine

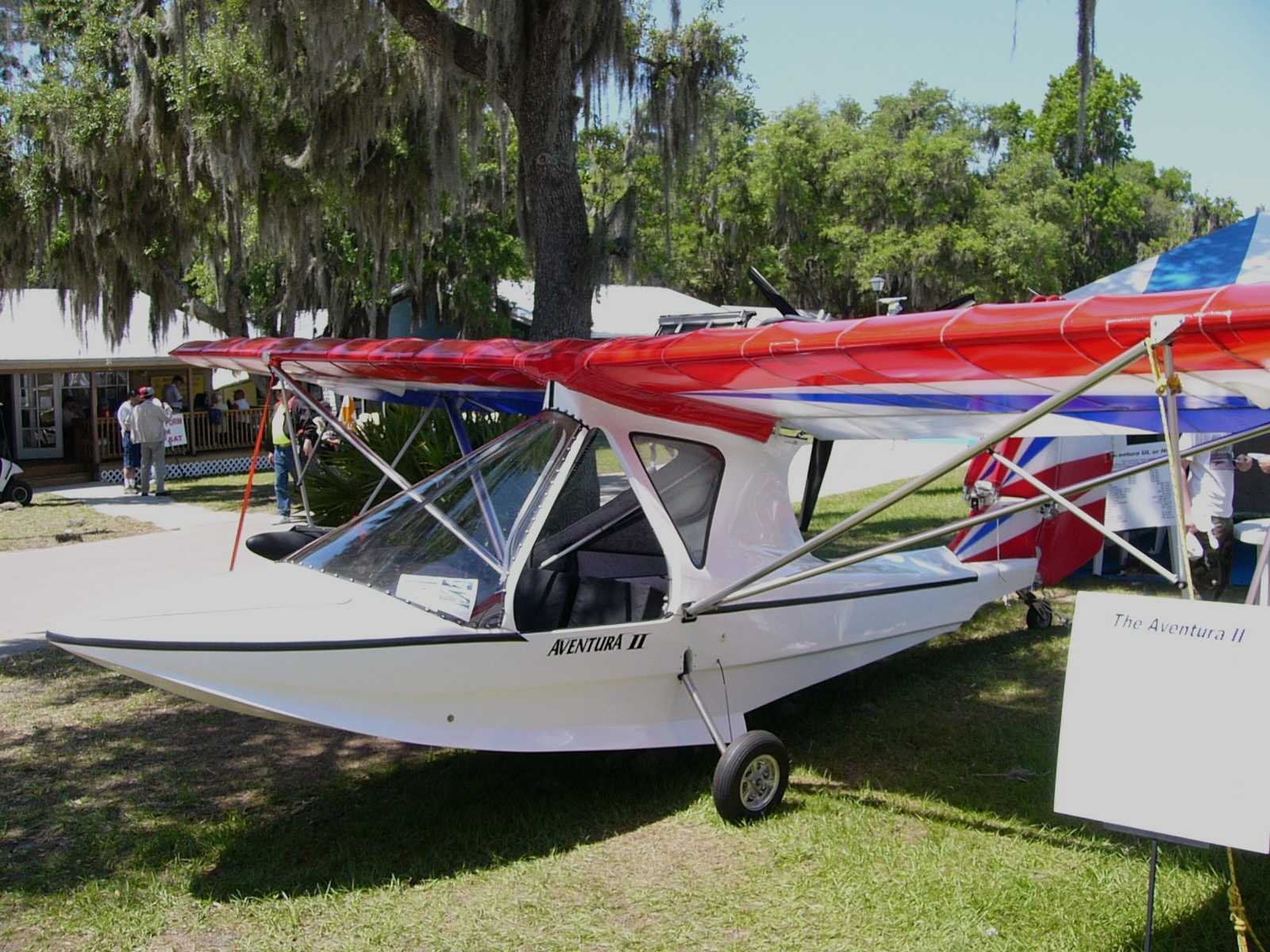
Le modèle Aventura II

Advanced Aeromarine était une entreprise américaine créée à la fin des années 1980 à Ocoee en Floride pour fabriquer et commercialiser des ULM et des planeurs ultra légers.

## Historique
Elle a été créée dans les années 1980 à Ocoee en Floride. Les ultra légers motorisés connaissent alors un engouement, permettant de pratiquer une aviation de loisirs à un coût abordable.
Devenue HighCraft AeroMarine, elle a cédé des licences de production à Advanced Aviation avant d’être rachetée par Keuthan Aircraft. Installé à Merritt Island, Floride, Keuthan Aircraft cessa ses activités en 1996 et son capital fut finalement racheté par Arnet Pereyra Inc, qui se transforma en Aero Adventure Aviation, à Rockledge en Floride. Les produits développés initialement par Advanced Aeromarine furent produits par toutes ces entreprises, sous des noms divers.

## Quelques-uns des modèles les plus notables
Advanced Aeromarine est ainsi à l'origine d'un des premiers ultralégers amphibies, le Buccaneer. Cet appareil dont la licence a été cédé pendant quelques années à Advanced Aviation, est fabriqué en kit pendant une décennie, de 1988 à 1998 (le premier vol est de 1984), et muni de flotteurs sous les ailes et d'un train d'atterrissage escamotable pour atterrir sur terre. Cet appareil a été couronné du prix du meilleur nouveau modèle (Best New Design) de l'Experimental Aircraft Association dans la catégorie Ultralégers en 1984. Un exemplaire est présenté au Musée de l'aviation et de l'espace du Canada, à Ottawa. Le Buccaneer peut être converti en un appareil purement terrestre en enlevant la coque du bateau et les flotteurs,.
L'entreprise Arnet Pereyra, qui a racheté Advanced Aeromarine, est encore à l'origine d'autres appareils ultra légers, notamment le Arnet Pereyra Sabre II, qui n'a pas eu grand succès,,,,, et le nouvel ultra léger amphibie Aventura II. Ce sont des modèles des années 1990 conçus pour minimiser les coûts. Vendus en kit, ils demandent par contre des centaines d'heures de temps de montage.